# Crise política na Guiné-Bissau em 2020
A crise política na Guiné-Bissau em 2020 cobre o período de instabilidade política na Guiné-Bissau, que teve início no final de fevereiro de 2020.
Nos últimos dias de fevereiro de 2020, em menos de 24 horas, foram empossados dois presidentes da república, nomeado um primeiro-ministro, e substituído o vice-presidente da Assembleia Nacional Popular, ao mesmo tempo que militares tentava ocupar instituições estatais. A rádio nacional e a televisão foram silenciadas.
Apesar da crise política e das movimentações militares, a situação em Bissau, capital guineense, na noite de 28 de Fevereiro, era calma, vendo-se apenas alguns militares junto a algumas instituições do Estado, como o Palácio do Governo, o Supremo Tribunal de Justiça, e os ministérios das Finanças, da Justiça e Pescas, todos três localizados na Avenida Amílcar Cabral, no centro de Bissau.
Na noite de 29 de fevereiro, militares invadiram o Parlamento e o edifício da Câmara Municipal, em Bissau, falando-se em invasão da residência do primeiro-ministro em funções, Aristides Gomes.
A 1 de março, Cipriano Cassamá, a partir da sua residência em Bissau, renunciou ao cargo de Presidente interino, justificando a renúncia com a forte pressão e ameaças à integridade física que tem recebido.

## Tomada de posse de Sissoco Embaló como Presidente.
A 27 de fevereiro de 2020, Umaro Sissoco Embaló, tido como vencedor das eleições presidenciais pela Comissão Nacional de Eleições, sendo simbolicamente indigitado por Nuno Nabian, líder da Assembleia do Povo Unido - Partido Democrático da Guiné-Bissau (APU-PDGB), na qualidade de primeiro vice-presidente da Assembleia Nacional Popular.  A cerimónia, realizada num hotel da capital guineense, foi prontamente qualificada como "golpe de Estado" pelo Governo guineense em funções. Após a tomada de posse simbólica, o Presidente cessante, José Mário Vaz, transferiu os poderes para Sissoco Embaló, abandonando o Palácio Presidencial. Estiveram ausentes na cerimónia o Governo, partidos da maioria parlamentar e principais parceiros internacionais do país.

## Demissão de Aristides Gomes e nomeação de Nuno Nabian para chefe do governo
Sissoco Embaló procedeu de imediato, por decreto presidencial divulgado à imprensa, à demissão do primeiro-ministro do país, Aristides Gomes, alegando "atuação grave e inapropriada" quando este convocou o corpo diplomático presente no país, induzindo-o a não comparecer na tomada de posse, acusando o primeiro-ministro em funções de "apelar à guerra e sublevação em caso da investidura do chefe de Estado, que considera um golpe de Estado".
No mesmo decreto, Sissoco Embaló nomeou para substituir Aristides Gomes no cargo de primeiro-ministro, o próprio vice-presidente da Assembleia Nacional Popular que o havia indigitado, Nuno Gomes Nabian. O APU-PDGB, partido liderado por Nabian, embora fazendo parte da coligação do Governo, havia apoiado Sissoco Embaló na segunda volta das presidenciais.
Aristides Gomes denunciou de imediato estar em curso um golpe de Estado.
Nabian tomou posse a 29 de Fevereiro, em cerimónia oficial que teve lugar no Palácio da República, na presença de várias chefias militares, do Procurador Geral da República, do presidente do Tribunal de Contas e dos Embaixadores do Senegal e da Gâmbia, além de Sissoco Embaló.

## Tomada de posse de Cipriano Cassamá como Presidente interino
Na noite de 28 de Fevereiro, o então presidente do Assembleia Nacional Popular, Cipriano Cassamá, tomou posse como presidente interino, em sessão parlamentar. A posse foi conferida pela deputada Dan Ialá, primeira secretária da mesa do parlamento, ao abrigo do n.º 2 do artigo 71 da Constituição guineense, o qual prevê que, havendo vacatura na chefia do Estado, o cargo é ocupado pelo presidente da Assembleia Nacional Popular, a segunda figura do Estado. Na cerimónia estiveram presentes 52 dos 102 deputados.
Durante a sessão parlamentar, o ministro da Presidência do Conselho de Ministros e Assuntos Parlamentares do Governo de Aristides Gomes, Armando Mango, assumiu o cargo de primeiro vice-presidente do Parlamento, seguindo-se a nomeação do líder do Parlamento, Cipriano Cassamá, como Presidente da República interino.
Após estas decisões, foram registadas movimentações militares na rádio e na televisão públicas, tendo os militares retirado os funcionários e suspendido as emissões. Foi também verificada a presença de militares em algumas instituições do Estado, entre as quais o Palácio do Governo, o Supremo Tribunal de Justiça e alguns ministérios.
A 1 de março, Cipriano Cassamá, a partir de sua residência em Bissau, renunciou ao cargo de presidente interino, com a justificação oficial dos interesses da Guiné-Bissau serem maiores que os seus, afirmando a sua intenção de voltar ao cargo de presidente da Assembleia Nacional Popular. Cassamá declarou que desde que assumiu o cargo de Presidente interino tem recebido "fortes ameaças à integridade física do corpo de segurança" que lhe foi afeto por homens fortemente armados, as quais também colocam em perigo a sua segurança e da sua família, referindo também que tomou a decisão "para salvaguardar isso [confrontações entre as forças vivas e forças militares] e salvar os guineenses das perturbações evidentes, que possam advir", tomando a decisão "para a consolidação da paz e da estabilidade que o povo sempre almejou".
De acordo com Maria Odete Semedo, segunda vice-presidente do PAIGC, Cassamá terá sido forçado a abdicar do cargo de Presidente interino.

## Reações
Domingos Simões Pereira, líder do Partido Africano para a Independência da Guiné e Cabo Verde (PAIGC), e adversário de Sissoco Embalo nas presidenciais, em declarações à Agência Lusa, considerou que a situação "não dignifica o processo democrático", afirmando lamentar tudo o que está a acontecer, esperando que os guineenses sejam capazes de encontrar as soluções que se impõem, uma vez que a situação actual "não dignifica o processo democrático" na Guiné-Bissau.
Domingos Simões Pereira saudou os membros do Parlamento reunidos em plenária "e que, com a maioria necessária, preencheram o vazio deixado após o abandono do cargo do Presidente cessante", José Mário Vaz. Simões Pereira lamentou ainda "os vários atropelos" que envolveram a tomada de posse de Embaló, que "apesar de simbólica, já o levou a emitir dois decretos",  declarando-se muito triste com a situação, "como cidadão, como candidato presidencial e como presidente do maior partido político guineense", considerou que "a nação e o povo guineense não mereciam mais esta exposição".
Em face da situação e das movimentações militares, o Governo de Portugal recomendou aos seus cidadãos para restringirem "a circulação ao estritamente necessário". Augusto Santos Silva, ministro dos Negócios Estrangeiros português, reiterou a necessidade de evitar "qualquer confrontação e quaisquer atos de violência" na Guiné-Bissau, defendendo que "todas as questões podem ser resolvidas por meios pacíficos e muito poucas questões são resolvidas por meios violentos".
A União Europeia exortou todos os actores políticos na Guiné-Bissau a respeitar a Constituição e os procedimentos legais pós-eleitorais, realçando que a actual situação ameaça agravar uma crise que já há muito afeta o país.
Também a Comissão da Comunidade Economia dos Estados da África Ocidental (CEDEAO) manifestou também grande preocupação com a persistência da crise pós-eleitoral na Guiné-Bissau.